# Politický systém Číny

Státní znak ČLR patří ke znakům vytvořeným podle vzoru znaku Sovětského Svazu

Politický systém Čínské lidové republiky (ČLR) se řadí mezi socialistické republiky řízené jedinou politickou stranou, v tomto případě Komunistickou stranou Číny (KSČ). V jejím čele stojí generální tajemník ústředního výboru KSČ. Státní moc v ČLR je v rukou KSČ, Státní rady ČLR a jejích provinčních a místních reprezentantů. Stát využívá interní publikace, tajné dokumenty zpravodajské agentury Sin-chua, jež jsou obdobou amerických President’s daily brief, jež jsou doručovány podle stupně utajení daných informací většině oficiálních představitelů. Ty představují hlavní zdroj informací o společnosti.
ČLR se skládá z 22 provincií (mimo nárokovanou provincii Tchaj-wan), 4 přímo spravovaných měst, 5 autonomních oblastí a 2 zvláštních administrativních oblastí (Hongkong a Macao), spadajících do systému Jedna země, dva systémy.
Ekonomická zpravodajská jednotka spadající pod týdeník The Economist klasifikuje ČLR jako autoritářský režim.  

## Charakteristika
Každý místní úřad má stejnou pravomoc jako místní představitel a představitel příslušného úřadu nebo ministerstva na vyšší úrovni. Voliči volí členy národního výboru (People’s Congress) v jednotlivých okresech. Tyto národní výbory pak mají v jednotlivých okresech odpovědnost za dohled nad místní radou a volí členy do provinčního (nebo městského v případech nezávislých obcí) národního výboru (Provincial/Municipal People’s Congress). Provinční národní výbory následně volí členy Všečínského shromáždění lidových zástupců (全国人民代表大会), který se schází v Pekingu každý rok v březnu. Výbor vládnoucí Komunistické strany Číny hraje na každé úrovni velkou roli při následném výběru vhodných kandidátů pro volby do daného národního výboru a do vyšších úrovní.
Prezident Číny, jako hlava státu, má reprezentativní roli v rámci Všečínského shromáždění lidových zástupců. Premiér Číny je předseda vlády, předsedá Státní Radě (中华人民共和国国务院) složené ze čtyř vicepremiérů, ministrů a předsedů komisí. Generální tajemník Komunistické strany Číny má pravomoc nad státem a vládou. Úřady prezidenta, generálního tajemníka a předsedu Ústřední vojenské komise (中国共产党中央军事委员会) zastává od roku 1993 jedna osoba, která získává de iure a de facto moc nad zemí.
Velikost čínské populace, geografická rozlehlost a sociální diverzita brání pokusům vládnout z Pekingu. Ekonomické reformy z 80. Let, převedení značného množství pravomocí centrální vlády na vlády regionální společně se silným zájmem lokálních komunistických představitelů na obohacení se způsobily problémy pro vládu uplatnit svou autoritu v regionech. Politická moc se z osobní moci stala více institucionální, podstatně více než jak tomu bylo za prvních čtyřiceti let vlády komunistické strany. Například Teng Siao-pching, který nikdy nebyl generálním tajemníkem, prezidentem, ani premiérem Číny byl deset let hlavním představitelem Číny. Dnes je autorita čínských lídrů založena především na institucionální bázi. Hongkongský incident zmizelých prodavačů knih znepokojil veřejnost zjištěním, že politické soupeření nejvyšších reprezentantů uvnitř strany stále dominuje Čínskou politiku.
Nejvyšší Čínští představitelé musí tedy pro přijetí nových zákonů získat podporu mezi členy strany, lokálními a regionálními politiky, vlivnými osobami, které ve straně nejsou, a nakonec celého obyvatelstva. Mínění většiny populace bývá často ale ovládáno díky kontrole informací v zemi. Komunistická strana považuje momentální stav (k r. 2021) v Číně za prvotní fázi socialismu. Mnoho čínských a zahraničních pozorovatelů ale předpokládá, že komunistická strana přechází ze systému, ve kterém veřejný sektor ovládá většinu ekonomiky do systému, kde privátní ekonomika hraje čím dál významnější roli. Privatizace bydlení a zvýšená svoboda ve výběru vzdělání a zaměstnání značně oslabují roli “pracovního systému”, který byl základní buňkou komunistické strany sloužící ke kontrole obyvatelstva. Čínská značná sociální, kulturní a ekonomická diverzita vedla k zvýšené různorodosti politiky na lokální a regionální úrovni.
Důsledky sociálních, kulturních a politických reforem, stejně jako ekonomické důsledky reforem trhu vytvořily rozpory uvnitř Čínské společnosti. Někteří čínští vědci jako Zhou Tianyong, více ředitel pro výzkum školy komunistické strany od 5. dubna 2005 tvrdí, že postupná reforma, (společně s potlačením příliš rychlých reforem) během dalších 20 let bude nutná pro zamezení vzniku Číny s dominantní střední třídou. Někteří Číňané se dívají zpět na kulturní revoluci a obávají se, že komunistická strana by mohla ztratit kontrolu v zemi kvůli domácím nepokojům. Proto dochází k zavedení systému monitoringu obyvatelstva, aby zamezila zvyšujícím se požadavkům na změnu politického systému.

## Typologie
Čínská komunistická strana nazývá čínský systém „socialistickou poradní demokracií“. Podle článku v teoretickém časopise Qiushi z Komunistické strany „Poradní demokracie byla vytvořena KSČ a čínským lidem jako forma socialistické demokracie. Představuje nejen závazek k socialismu, ale přináší politické a kulturní tradice Číny „Nejen, že představuje závazek k organizačním zásadám a způsobu vedení demokratického centralismu, ale také potvrzuje roli široké veřejnosti v demokracii. Také představuje závazek k vedení KSČ, ostatním politickým stranám, organizacím a lidem všech etnických skupin a všech sektorů společnosti. Podle úvodníku China Today [je zapotřebí lepší zdroj] „Poradní demokracie zaručuje širokou a efektivní účast v politice prostřednictvím konzultací prováděných politickými stranami, lidovými kongresy, vládními ministerstvy, výbory ČLPPS, národními organizacemi, komunitami a sociálními organizacemi“. V roce 2012 Li Changjian, člen Národního výboru Čínského lidového politického poradního shromáždění (ČLPPS), nejvyššího čínského politického poradního orgánu, uvedl, že v čínské politické reformě by se měla stát prioritou poradní demokracie. Významným rysem socialistické poradní demokracie je konzultace s různými odvětvími za účelem dosažení maximální shody. Volby jsou však také součástí socialistické poradní demokracie, přestože Čínská lidová republika je často Západem kritizována za to, že volby nemá. Tato chyba pravděpodobně pramení z neporozumění volebnímu systému ČLR. Na volbách se však nesmí podílet žádné významné legální politické opoziční skupiny.  

## Komunistická strana
Čínská komunistická strana (中国共产党, CPC), jež čítá 90 milionů členů, nadále dominuje v uskupení čínské vlády. V obdobích poměrné liberalizace měl vliv obyvatelstva a samotných uskupení mimo složení oficiální komunistické strany, tendenci narůstat zvláště v ekonomické oblasti. V rámci řízené ekonomiky musel mít každý státní podnik vlastní stranický výbor. Zavedení tržní ekonomiky poté znamená, že nynější existující ekonomické instituce fungují, buď s omezenou mocí komunistické strany, anebo naopak se značným vlivem.
Nicméně ve všech vládních institucích Čínské lidové republiky hájí stranické výbory na všech úrovních administrativy, silnou a stěžejní roli. Dohled centrální komunistické strany je nejpřísnější v ústředních vládních úřadech a městských ekonomických, průmyslových, kulturních prostředích; je však značně mírnější vůči vládě a straně ve venkovských oblastech, kde žije většina obyvatel pevninské Číny. Nejdůležitější zodpovědností Čínské komunistické strany je výběr a podpora kádrů. Komunistická strana rovněž dozírá, zda je dodržována stranická a státní politika řízení, a také, že nestraníci nevytvářejí samosprávné organizace, které by mohly zpochybnit vládu strany. Obzvláště důležité je vedení malých skupin, které koordinují činnost různých agentur. Není žádná úmluva, že vládní výbory mají alespoň jednoho nestraníka, členství ve straně je jednoznačnou podporou povýšení a rovněž tak účasti na rozhodujících politických jednáních.
Ústavně nejvyšším orgánem strany je stranický kongres, který by se měl scházet nejméně jednou za pět let. Přičemž od dob kulturní revoluce, kdy byla zasedání nepravidelná, se nyní již opakují ve stejném období. Strana volí Ústřední výbor a hlavní mocenské orgány, jež jsou součástí ústředního výboru.
Mezi hlavní mocenské orgány komunistické strany patří:
- Generální tajemník, který je úředně nejvýše postaveným ve straně a obvykle také nejvyšším čínským vůdcem.
- Politbyro, skládající se z 22 řádných členů (zahrnující i členy stálého výboru politbyra).
- Stálý výbor politbyra, jež je nejmocnějším rozhodovacím orgánem v Číně. Od roku 2020 čítá sedm členů.[9]
- Sekretariát, hlavní administrativní mechanismus Čínské komunistické strany, v jehož čele stojí generální tajemník.
- Ústřední vojenská komise.
- Ústřední disciplinární inspekční komise, která má na starosti odstranění korupce a možnosti zneužití mezi stranickými kádry.

## Vláda
Primárními orgány státní moci jsou Všečínské shromáždění lidových zástupců (VSLZ), prezident a Státní rada. Členy Státní rady jsou premiér, proměnlivý počet vicepremiérů (nyní čtyři), pět státních radních a 29 ministrů a předsedů komise Státní rady. V 80. letech došlo k pokusu o oddělení stranických a státních funkcí, kdy strana rozhodovala o obecné politice a stát ji uskutečňoval. Pokus byl opuštěn v 90. letech s výsledkem, že politické vedení státu je zároveň předsednictvo strany, čímž došlo k vytvoření jediné centralizované moci.
Současně existuje úmluva, že stranické a státní úřady jsou odděleny na jiných úrovních, než je ústřední vláda, a je neslýchané, aby byl výkonný ředitel na nižší než národní úrovni tajemníkem strany. Mezi speciální případy patří administrativní oblasti Hongkong a Macao, kde komunistická strana není součást vládního systému, a autonomní regiony, kde je generální ředitel typicky členem místní etnické skupiny, zatímco generální tajemník strany není místní a obvykle je to Chan.
Podle ústavy Číny je VSLZ nejvyšším orgánem státní moci v Číně. Schází se každoročně na dobu přibližně dvou týdnů, aby přezkoumalo a schválilo hlavní nové politické směry, zákony, rozpočet a hlavní personální změny. Většinu právních předpisů v Číně přijímá Stálý výbor Všečínského shromáždění lidových zástupců (SVVSLZ). Většina iniciativ je předložena SVVSLZ k posouzení Státní radě po předchozím schválení Stálým výborem politbyra Komunistické strany. Ačkoli VSLZ obecně schvaluje politiku a personální doporučení Státní rady, VSLZ a jeho stálý výbor stále více prosazuje svou roli národního zákonodárce a dokázal vynutit revize některých zákonů.

## Místní vláda
Čínská vláda je strukturována do čtyř různých úrovní. Vzhledem k tomu, že obyvatelé vesnic (většinou kolem sta rodin) nejsou považováni za součást hierarchie, operuje čínská vláda na úrovni městyse, kraje, prefektury nebo obce a provincie. Každá úroveň v hierarchii odpovídá za dohled nad prací prováděnou na nižších úrovních ve správních vrstvách. Na každé úrovni jsou dva důležití úředníci. Jako tvůrce politiky působí člověk, který představuje Komunistickou stranu Číny. Hovorově se tento člověk označuje jako šéf strany nebo tajemník strany. Tuto osobnost jmenují jejich nadřízení. Předseda místní lidové vlády je teoreticky volen lidmi. Tento člověk se obvykle nazývá guvernér, starosta nebo smírčí soudce, v závislosti na úrovni, a jedná podle zásad a většiny slavnostních povinností. Toto rozlišení se vyvinulo do systému, kde má vždy přednost stranický tajemník před vůdcem lidové vlády.
Když Teng Siao-pching v roce 1978 převzal moc, byla provinciím dána větší autonomie, zejména v oblasti hospodářské politiky a další oblasti politiky, jako je vzdělávání a doprava. Výsledkem je, že některé provinční úřady vyvinuly tendence provozovat de facto federální systém s Pekingem. Prominentní příklady větší autonomie se vyskytují v provinciích Kuang-tung a Če-ťiang, kde místní vůdci příliš nedodržují přísné normy vydané ústřední vládou, zejména hospodářskou politiku. Kromě toho vznikly konflikty ve vztazích ústředních stranických vůdců s několika málo obcemi na úrovni provincií, zejména s vládou Šanghaje a soupeřením mezi bývalým starostou Pekingu Chen Xitongem a Ťiang Ce-minem. Posledním příkladem je odvolání tajemníka strany Šanghajské samosprávy Chen Liangyu v září 2006.
Čínský systém autonomních oblastí a autonomních prefektur v provinciích je formálně určen k zajištění větší autonomie většiny etnických skupin, které obývají region. V praxi však moc spočívá na tajemníkovi strany. Peking často jmenuje loajální stranické kádry, aby dohlížely na místní práci jako tajemník strany, zatímco místní předseda vlády regionu je považován za jeho nominálního šéfa. Moc spočívá na tajemníkovi strany. Aby se zabránilo zpevnění místní loajality během funkčního období kádru, ústřední vláda svobodně a často převádí stranické kádry po různých regionech země, takže kariéra vysoce postaveného kádru může zahrnovat službu jako guvernér nebo tajemník strany v několika různých provinciích.

## Legislativa Číny
Čínský právní řád je spojením zvyků a zákonů, zaměřených převážně na trestní právo. Základní občanský zákoník platí od 1. ledna 1987 a nové právní řády jsou účinné od 1. ledna 1980. Dochází ke zlepšení občanského, správního, trestního a obchodního práva.
Zatímco osobní svoboda a právo na soukromé vlastnictví je zaručeno zákonem, úředníci si zachovávají právo dohlížet na občany, než prokážou nebo budou mít podezření, že porušují zákon prostřednictvím administrativy Droit. Jinými slovy, pojem Habeas corpus v Číně neplatí. Členové strany také podléhají různým zákonům, zejména ústavě Komunistickou stranu Číny, která sama povoluje používat státní aparát k regulaci chování členů strany. Jednou z nejvýraznějších charakteristik čínského práva je absence mechanismu pro ověřování ústavnosti zákonů. To ve skutečnosti umožňuje přijetí jakýchkoli správních zákonů, pokud to okolnosti odůvodňují.
Úsilí vlády prosazovat vládu zákonem je významné a stále probíhá. Po kulturní revoluci si představitelé Čínské lidové republiky (ČLR) kladli za cíl vyvinout právní systém, který by zabránil zneužívání veřejné moci a revolučním excesům. V roce 1982 přijal Národní lidový kongres novou státní ústavu, která zdůrazňovala koncepci vládnutí zákonem, podle něhož se zákonem řídí všechny strany a státní organizace. Mnoho komentátorů poukázali na to, že důraz na vládu zákonem spíše zvyšuje, než snižuje moc Komunistické strany Číny, protože strana je ve své mocenské pozici lepší pro změnu zákona tak, aby vyhovovala jejím vlastním potřebám.
Od roku 1979, kdy začala snaha o vytvoření fungujícího právního systému, bylo vyhlášeno více než 301 zákonů a předpisů, z nichž většina je v ekonomické oblasti.
Právní reforma se stala vládní prioritou v 90. letech. Byla přijata legislativa zaměřená na modernizaci a profesionalizaci národních právníků, soudců a věznic. Zákon o správním řízení z roku 1994 umožňuje občanům žalovat úředníky za zneužití pravomoci. Kromě toho bylo změněno trestní právo a zákony o trestním řízení s cílem zavést významné reformy. Novely trestního zákona zrušily trestný čin „kontrarevoluční“ činnosti, zatímco reformy trestního řízení podporovaly zavedení transparentnějšího a kontradiktorního soudního procesu. Ústava a zákony ČLR stanoví základní lidská práva, včetně řádného procesu.
Přestože se situace v oblasti lidských práv v Číně od 60. let výrazně zlepšila, vláda je i nadále odhodlána zabránit jakékoli organizované opozici. Amnesty International odhaduje, že v ČLR je několik tisíc politických vězňů. Ačkoli byly nezákonné, byly hlášeny zprávy o mučení ze strany civilních úřadů.

## Národní a etnická příslušnost
Státní příslušnost se uděluje při narození dětem s alespoň jedním rodičem s čínskou státní příslušností, s nějakými výjimkami. Obecně platí, že udělení čínského občanství nebo získání státní příslušnosti Čínské lidové republiky je obtížné. Zákon o občanství stanovuje pouze 3 podmínky pro získání státní příslušnosti ČLR (manželství se státním příslušníkem ČLR je jednou z podmínek, trvalé bydliště je další z podmínek). Pokud občan ČLR dobrovolně získá cizí státní příslušnost, automaticky ztrácí čínskou státní příslušnost (toto nařízení se však nevztahuje na členy strany nebo vládní úředníky) [nutná citace]. Pokud si občan přeje znovu získat občanství ČLR, cizí státní příslušnost již není uznávána.
ČLR je oficiálně multietnický stát poskytující etnickou autonomii ve formě autonomních správních celků  . Podle zákona mají etnické menšiny výhody v oblastech jako je kontrola populace, přijímání do škol, zaměstnání ve vládě a vojenský nábor. ČLR uznává v Číně 56 národností a současně je kategorizuje jako jeden hegemonický čínský národ. V Tibetu a Sin-ťiangu se však občas rozpoutá separatistické cítění. Nezávislé skupiny a zahraniční skupiny pro lidská práva jsou proto kritické vůči politice ČLR v etnických oblastech a naříkaly na přítomnost čínských Chanů (han) - hlavní etnická skupina Číny - v Sin-ťiangu a Tibetu.
Některé zahraniční vlády obvinily čínskou vládu ze závažného porušování lidských práv kvůli pokračujícímu špatnému zacházení s Ujgury . Mezi tato údajná zvěrstva patří nucené práce, svévolné zadržování, nucená politická indoktrinace, ničení kulturního dědictví a nucené potraty a sterilizace . Některé skupiny  dokonce tvrdí, že to představuje genocidu ujgurského lidu.

## Národní ozbrojené síly
Komunistická strana Číny vytvořila a vede Čínskou lidovou osvobozeneckou armádu (ČLOA). Po založení Čínské lidové republiky v roce 1949 se ČLOA stala také státní armádou. Státní vojenský systém upřednostňuje a prosazuje zásadu absolutního vedení komunistické strany nad lidovými ozbrojenými silami. Strana a stát společně založily Ústřední vojenskou komisi, která vykonává úkol vrchního vojenského vedení ozbrojených sil.
Ústava ČLR z roku 1954 stanovuje, že státní předseda (prezident) řídí ozbrojené síly a také je předsedou komise obrany (komise obrany je poradním orgánem, který nevede ozbrojené síly). 28. září 1954 ústřední výbor Čínské komunistické strany obnovil Ústřední vojenskou komisi jako vůdce ČLOA a lidových ozbrojených sil. Od té doby byl zaveden systém společného stranického a státního vojenského vedení. Ústřední výbor komunistické strany má na starosti všechny vojenské záležitosti. Státní předseda řídí státní vojenské síly a také rozvoj vojenských sil spravovaných Státní radou.
V prosinci 2004 pátý Národní lidový kongres revidoval ústavu státu, aby zajistil, že Ústřední vojenská komise státu vede všechny ozbrojené státní síly. Předseda státní Ústřední vojenské komise je volen a odvoláván celým Národním lidovým kongresem, zatímco ostatní členy vybírá Stálý výbor Národního lidového kongresu. Nicméně, Ústřední vojenská komise ústředního výboru Komunistické strany Číny však zůstala organizací strany, která přímo vede armádu a všechny ostatní ozbrojené síly. V praxi Strana ČLOA po konzultaci s demokratickými stranami navrhuje jména státních členů Ústřední vojenské komise Národního lidového kongresu, aby tito lidé po absolvování právních procesů mohli být Národním lidovým kongresem zvoleni do Státní ústřední vojenské komise. To znamená, že Ústřední vojenská komise ústředního výboru a Ústřední vojenská komise státu jsou jedna skupina a jedna organizace. Při pohledu na tuto problematiku organizačně jsou však tyto dvě Ústřední vojenské komise podřízeny dvěma různým systémům - systému strany a systému státu. Proto jsou ozbrojené síly pod absolutním vedením komunistické strany. Jedná se o jedinečný čínský systém, který zajišťuje společné vedení komunistické strany a státu ozbrojených sil.

## Státní vůdci

### Stálý výbor politbyra
| Číslo | Fotografie         | Informace            | Informace       | Pozice ve straně                                                                                    | Pozice ve státě                                                                  |
| ----- | ------------------ | -------------------- | --------------- | --------------------------------------------------------------------------------------------------- | -------------------------------------------------------------------------------- |
| 1.    |                    | Jméno                | Si Ťin-pching   | Generální tajemník ústředního výboru Komunistické strany Číny Předseda Ústřední vojenské komise KSČ | Prezident Čínské lidové republiky Předseda Ústřední vojenské komise ČLR          |
| 1.    | Místo narození     | Peking               |                 | Generální tajemník ústředního výboru Komunistické strany Číny Předseda Ústřední vojenské komise KSČ | Prezident Čínské lidové republiky Předseda Ústřední vojenské komise ČLR          |
| 1.    | Volební obvod VSLZ | Vnitřní Mongolsko    |                 | Generální tajemník ústředního výboru Komunistické strany Číny Předseda Ústřední vojenské komise KSČ | Prezident Čínské lidové republiky Předseda Ústřední vojenské komise ČLR          |
| 1.    | Členem od          | 22. října 2007       |                 | Generální tajemník ústředního výboru Komunistické strany Číny Předseda Ústřední vojenské komise KSČ | Prezident Čínské lidové republiky Předseda Ústřední vojenské komise ČLR          |
|       |                    |                      |                 | |                                                                                  |
| 2.    |                    | Jméno                | Li Kche-čchiang | Předseda Státní rady Čínské lidové republiky                                                        | Premiér Čínské lidové republiky                                                  |
| 2.    | Místo narození     | Che-fej, An-chuej    |                 | Předseda Státní rady Čínské lidové republiky                                                        | Premiér Čínské lidové republiky                                                  |
| 2.    | Volební obvod VSLZ | Kuang-si             |                 | Předseda Státní rady Čínské lidové republiky                                                        | Premiér Čínské lidové republiky                                                  |
| 2.    | Členem od          | 22. října 2007       |                 | Předseda Státní rady Čínské lidové republiky                                                        | Premiér Čínské lidové republiky                                                  |
|       |                    |                      |                 | |                                                                                  |
| 3.    |                    | Jméno                | Li Čan-šu       | Tajemník strany Stálého výboru Všečínského shromáždění lidových zástupců                            | Předseda Stálého výboru Všečínského shromáždění lidových zástupců                |
| 3.    | Místo narození     | Pching-šan, Che-pej  |                 | Tajemník strany Stálého výboru Všečínského shromáždění lidových zástupců                            | Předseda Stálého výboru Všečínského shromáždění lidových zástupců                |
| 3.    | Volební obvod VSLZ | Ťiang-si             |                 | Tajemník strany Stálého výboru Všečínského shromáždění lidových zástupců                            | Předseda Stálého výboru Všečínského shromáždění lidových zástupců                |
| 3.    | Členem od          | 25. října 2017       |                 | Tajemník strany Stálého výboru Všečínského shromáždění lidových zástupců                            | Předseda Stálého výboru Všečínského shromáždění lidových zástupců                |
|       |                    |                      |                 | |                                                                                  |
| 4.    |                    | Jméno                | Wang Jang       | Tajemník strany Čínské lidové politické poradní konference                                          | Předseda celostátního výboru Čínského lidového politického poradního shromáždění |
| 4.    | Místo narození     | Su-čou, An-chuej     |                 | Tajemník strany Čínské lidové politické poradní konference                                          | Předseda celostátního výboru Čínského lidového politického poradního shromáždění |
| 4.    | Volební obvod VSLZ | S’-čchuan            |                 | Tajemník strany Čínské lidové politické poradní konference                                          | Předseda celostátního výboru Čínského lidového politického poradního shromáždění |
| 4.    | Členem od          | 25. října 2017       |                 | Tajemník strany Čínské lidové politické poradní konference                                          | Předseda celostátního výboru Čínského lidového politického poradního shromáždění |
|       |                    |                      |                 | |                                                                                  |
| 5.    |                    | Jméno                | Wang Chu-ning   | Nejvyšší tajemník sekretariátu KSČ                                                                  |                                                                                  |
| 5.    | Místo narození     | Šanghaj              |                 | Nejvyšší tajemník sekretariátu KSČ                                                                  |                                                                                  |
| 5.    | Volební obvod VSLZ | Che-pej              |                 | Nejvyšší tajemník sekretariátu KSČ                                                                  |                                                                                  |
| 5.    | Členem od          | 25. října 2017       |                 | Nejvyšší tajemník sekretariátu KSČ                                                                  |                                                                                  |
|       |                    |                      |                 | |                                                                                  |
| 6.    |                    | Jméno                | Čao Le-ťi       | Tajemník Ústřední komise pro kontrolu disciplíny KSČ                                                |                                                                                  |
| 6.    | Místo narození     | Si-ning, Čching-chaj |                 | Tajemník Ústřední komise pro kontrolu disciplíny KSČ                                                |                                                                                  |
| 6.    | Volební obvod VSLZ | Chej-lung-ťiang      |                 | Tajemník Ústřední komise pro kontrolu disciplíny KSČ                                                |                                                                                  |
| 6.    | Členem od          | 25. října 2017       |                 | Tajemník Ústřední komise pro kontrolu disciplíny KSČ                                                |                                                                                  |
|       |                    |                      |                 | |                                                                                  |
| 7.    |                    | Jméno                | Chan Čeng       | Zástupce stranického tajemníka Státní rady Čínské lidové republiky                                  | První vicepremiér Čínské lidové republiky                                        |
| 7.    | Místo narození     | Šanghaj              |                 | Zástupce stranického tajemníka Státní rady Čínské lidové republiky                                  | První vicepremiér Čínské lidové republiky                                        |
| 7.    | Volební obvod VSLZ | Šen-si               |                 | Zástupce stranického tajemníka Státní rady Čínské lidové republiky                                  | První vicepremiér Čínské lidové republiky                                        |
| 7.    | Členem od          | 25. října 2017       |                 | Zástupce stranického tajemníka Státní rady Čínské lidové republiky                                  | První vicepremiér Čínské lidové republiky                                        |

## Menší politické strany
V Čínské lidové republice neexistují žádné významné opoziční strany, země je hlavně řízena Komunistickou stranou Číny. Existují zde i jiné politické strany, nazývány jako „demokratické“, jež se účastní Čínského lidového politického poradního shromáždění a převážně slouží k podpoře politiky Komunistické strany.
Komunistická strana Číny prosazuje svou moc potlačováním politických disidentů. Současně se pokouší omezovat nesouhlas s vládou pomocí zvyšování ekonomiky a umožňuje veřejně vyjadřovat osobní stížnosti za předpokladu, že to není za podpory nevládních organizací nebo jiných skupiny, které se otevřeně nebo i skrytě stavějí proti ideálům Komunistické strany.
Současné politické obavy v Číně zahrnují rozevírající se nůžky mezi bohatými a chudými a boj proti korupci ve vládním vedení a jeho institucích. Podpora Komunistické strany mezi čínskými obyvateli je nejasná. Komunistická strana v celostátních volbách jasně dominuje, což je způsobeno absencí opozičních stran. Nezávislí kandidáti zvolení do různých úřadů nejsou dostatečně organizování, aby dokázali reálně ohrozit a zpochybnit vládu Komunistické strany. Také soukromé rozhovory a neoficiální informace často odhalují protichůdné názory. Podle průzkumu provedeného v Hongkongu, který se těší poměrně vysoké míře svobody, však získali vedoucí představitelé Komunistické strany velké množství podpory, když byli obyvatelé požádání, aby zhodnotili své oblíbené čínské představitele.
V Číně existuje také osm menších stran, které vznikly před rokem ???. Činnost těchto stran je formálně řízena Oddělením jednotné fronty ústředního výboru Komunistické strany Číny. Původní funkcí těchto stran bylo vyvolání dojmu, v Čínské lidové republice vládne různorodá národní fronta, nikoliv diktatura jedné strany. Hlavní úlohou těchto stran je také přilákat a následně potlačit politické tendence určitých částí společnosti, například akademické sféry společnosti. Ačkoliv jsou strany přísně kontrolovány a nestaví se proti Komunistické straně, členové stran se často nachází v národních politických institucích a existuje úzus, že mají státní instituce jednu sinekuru od menší politické strany.
Mezi menší strany patří:
- Revoluční výbor Kuomintangu založený v roce 1948 disidentskými členy hlavního proudu Kuomintangu, tehdy pod kontrolou generála Čankajška,
- Čínská demokratická liga vytvořená v roce 1941 intelektuály z akademických a uměleckých kruhů,
- Čínská demokratická národní stavební asociace založená v roce 1945 pedagogy a národními kapitalisty (průmyslníky a podnikateli),
- Čínská asociace na podporu demokracie založená v roce 1945 intelektuály v kulturních, akademických a literárních kruzích,
- Čínská rolnická a dělnická demokratická strana vznikla v roce 1930,
- Čínská strana pro veřejný zájem založená v roce 1925 s cílem přilákat podporu čínských obyvatel v zahraničí,
- Společnost Jiusan založená v roce 1945 skupinou vysokoškolských profesorů a vědců k připomenutí vítězství v „mezinárodní válce proti fašismu“,
- Liga demokratické samosprávy Tchaj-wanu vytvořená v roce 1947 „vlasteneckými stoupenci demokracie“, kteří přišli z Tchaj-wanu na pevninskou Čínu.

Existuje také několik stran, které nejsou oficiálně uznány nebo jsou aktivně potlačovány vládou, jako například Maoistická komunistická strana Číny, Čínská strana demokracie a Čínská strana nové demokracie, které mají sídlo mimo pevninskou Čínu.

## Zahraniční vztahy Číny
Hlavní článek: Zahraniční vztahy Číny
ČLR zachovává diplomatické vztahy s většinou zemí světa. V roce 1971, ČLR vystřídala Čínskou republiku, obecně známou jako „Tchaj-wan“ od roku 1970, jako jediného zástupce Číny v OSN jako jeden z pěti stálých členů Rady bezpečnosti OSN. Čína byla reprezentovány Čínskou republikou v době založení OSN, v roce 1945. (Navštivte také stránku China and the United Nations.)
V rámci politiky jedné Číny si ČLR stanovila podmínku pro navázání diplomatických vztahů a to, že další země musí uznávat její právo na celé území Čínu, zahrnující Tchaj-wan, a přeruší veškeré oficiální vazby na vládu Čínské republiky. Vláda také aktivně protestuje proti jakkoliv politicky motivovaným setkáním zahraničních představitelů nebo vlád s 14. Dalajlámou, protože je mluvčím separatistického hnutí v Tibetu.
ČLR hraje vedoucí roli v otázce oblastí volného obchodu a bezpečnostních dohod mezi jejími asijsko-pacifickými sousedy. V roce 2004 ČLR nabídla zcela nový rámec na Summitu pro Východní Asii (EAS) jako fórum pro regionální bezpečnostní otázky, které ostře vyloučilo USA.  Summit pro Východní Asii, který zahrnuje země ASEANu a další tři: Indii, Austrálii a Nový Zéland, uspořádala inaugurační summit v roce 2005. Čína je také zakládajícím členem Šanghajské organizace pro spolupráci spolu s Ruskem a republikami centrální Asie
Velká část současné zahraniční politiky Číny je založena na konceptu „mírového rozvoje Číny“. Přesto však v různých bodech její nedávné historie nastala krize vztahů se množstvím zahraničních států, zejména se Spojenými státy; např. americké bombardování čínského velvyslanectví v Bělehradě během Kosovského konfliktu v květnu 1999 a incident na ostrově Hainan v dubnu 2001. Zahraniční vztahy Číny s mnoha západními národy na čas utrpěly po protestech na náměstí Nebeského klidu v roce 1989. Mnohem problémovější je však zahraniční vztah mezi Čínou a Japonskem, který byl napjatý v době, kdy Japonsko odmítlo uznat svou válečnou minulost ve spojitosti s ČLR v podobě, kterou by ČLR uznala za dostatečnou. Mezi tyto akty patří např. revizionistické komentáře předních japonských představitelů, nedostatečné podrobnosti o Nankingském masakru a dalších zvěrstva spáchané během 2. světové války v japonských učebnicích dějepisu. Dalším bodem konfliktu mezi těmito dvěma zeměmi jsou časté návštěvy japonských vládních úředníků ve svatyni Jasukuni, která ctí nejen mrtvé japonské druhé světové války, ale také mnoho odsouzených válečných zločinců z 2. světové války, včetně 14 odsouzených třídy A.

## Mezinárodní spory
ČLR má několik mezinárodních územních sporů, z nichž některé zahrnují čínsko-ruské hranice. I když velká většina z nich je již vyřešena, čínské mezinárodní územní spory vedly k několika lokálním válkám za posledních 50 let, včetně čínsko-indické války v roce 1962, čínsko-sovětského hraničního konfliktu v roce 1969 a čínsko-vietnamské války v roce 1979. V roce 2001 Čína a Rusko podepsaly Smlouvu o dobrém sousedství a přátelské spolupráci, což ukončilo konflikt. Ostatní územní spory zahrnují ostrovy ve Východočínském moři, Jihočínském moři a nedefinované nebo sporné hranice s Indií, Bhútánem a Severní Koreou.

### Územní spory
Následující území si nárokuje Čína a jedna či více zemí:
- Sokotra (s Jižní Koreou)
- Souostroví Senkaku (s Japonskem)
- Spratlyho ostrovy (s Vietnamem, Brunejem, Malajsií a Filipínami)
- Paracelské ostrovy (s Vietnamem)
- Panatag Shoal (s Filipínami)
- Jižní Tibet – části Arunáčalpradéše a Ásámu (s Indií)
- Aksai Čin (s Indií)

Navíc Čínská lidová republika a Čínská republika (Tchaj-wan) sdílí Konsenzus z roku 1992, že existuje pouze „jedna Čína“, tudíž každá si nárokuje suverenitu nad celým územím toho druhého.